# Железная дорога Яффа — Иерусалим
Железная дорога Яффа — Иерусалим — железнодорожная линия, соединявшая Яффу и Иерусалим. Была построена во время османского господства над Палестиной французской компанией Société du Chemin de Fer Ottoman de Jaffa à Jérusalem et Prolongements. Была открыта в 1892 году. Первая железная дорога на территории нынешнего государства Израиль и одна из первых на Ближнем Востоке.
Линия была изначально построена как узкоколейная шириной 1000 мм, затем переложена на 1050 мм, а ещё позже — на 1435 мм («Стефенсоновская колея», нормальная для железных дорог Западной Европы). После Первой мировой войны Палестина стала британской подмандатной территорией, и железная дорога отошла Великобритании. В 1948 году она была закрыта. Большая часть пути позже была открыта для пассажирского движения. Последний участок Иерусалим — Бейт-Шемеш был закрыт на реконструкцию в 1997 году и открылся 9 апреля 2005 года.

## История

### Планы и финансирование
Впервые идея строительства железной дороги между Яффой и Иерусалимом возникла у Мозеса Монтефиори в 1838 году. В 1856 году он заручился поддержкой британского и турецкого правительств, и в 1856 и 1857 годах изучались различные проекты прокладки трассы. Затем Монтефиори потерял интерес к строительству, и проект так и не был осуществлён. В дальнейшем появилось несколько других проектов, но османское правительство в 1870-е годы скептически относилось к планам строительства, считая, что железная дорога будет в основном служить интересам христианского духовенства.
В 1885 году изучением возможности прокладки дороги занялся Йосеф Навон, еврейский предприниматель из Иерусалима. Его преимущество перед авторами предыдущих проектов состояло в том, что он был османским подданным. 28 октября 1888 года он получил концессию (фирман) на 71 год, с разрешением также продлить линию в Газу и Наблус. Так как у Навона не было денег на осуществление проекта, он отправился в Европу искать покупателя концессии. Бернар Камиль Колла, французский смотритель маяков, согласился купить её за миллион франков. 29 декабря 1889 года была основана Компания железной дороги из Яффы в Иерусалим (Société du Chemin de Fer Ottoman de Jaffa à Jérusalem et Prolongements), первым директором которой стал Колла. Компании удалось собрать 14 миллионов франков, из которых около 10 миллионов от христианских организаций. Строительство было выполнено парижской компанией Société des Travaux Publiques et Constructions, главным инженером строительства был швейцарец Герольд Эберхард.

### Строительство
Церемония начала строительства состоялась 31 марта 1890 года в Язуре к 7 км к востоку от Яффы (
слившейся с Тель-Авивом в 1950 году, образовав город Тель-Авив-Яффа) в присутствии визиря Палестины Ибрагима Хакки Паши. Ширина колеи в 1 м была выбрана, так как во Франции существовала сеть железных дорог такой колеи. Рельсы были закуплены во Франции и в Бельгии. Для транспортировки материалов из порта Яффы к конечной станции строящейся железной дороги была проложена узкоколейная железная дорога шириной колеи 600 мм.
Инженерами были швейцарцы, поляки, австрийцы и бельгийцы, а рабочие были набраны в Северной Африке, в частности, в Египте. На сезонные работы активно привлекались палестинские арабы. Хотя было организовано своевременное лечение рабочих, многие умерли от болезней, а также погибли от несчастных случаев.